# Курпфальц
49°30′00″ пн. ш. 8°01′00″ сх. д. / 49.5° пн. ш. 8.0166694444444° сх. д.

Герб курфюрства Пфальц

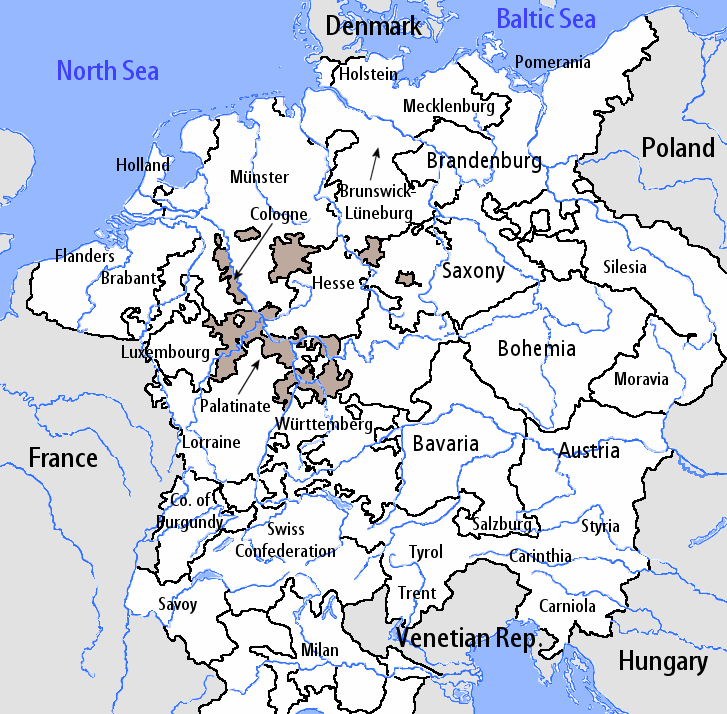
Територія Пфальцу у XVI столітті

Пфальцьке курфюрство або Курпфальц (нім. Kurpfalz, у старовинних джерелах «Churpfalz» або «Wahlpfalz»), з державно-правової точки зору є коректними назви Рейнський Пфальц (нім. Rheinische Pfalzgrafschaft), Рейнське пфальцграфство (нім. Pfalzgrafschaft bei Rhein), також розповсюджена латинізована назва Виборчий Палатинат (англ. Electoral Palatinate, пол. Palatynat Reński, фр. Palatinat du Rhin, іт. Elettorato del Palatinato) — назва монархічного державного утворення-курфюрства, що існувало у 1085—1803 роках в рамках Священної Римської імперії, зі столицею спочатку у Гайдельберзі, потім у Дюссельдорфі та Мангаймі. Виникло з рейнсько-лотаринзького пфальцграфства й розташовувалось у середній частині області верхнього Рейну.
Під назвою «Курпфальц» розуміють не деяку чітко визначену географічну чи етнографічну область, а скоріше «картату ковдру». Ядро території розташовувалося з обох боків середньої течії Рейну від Гунсрюка на північному заході до східного схилу Оденвальда поблизу Мосбаха та південної частини Крайхгау неподалік від Бреттена, Кнітлінгена й монастиря Маульбронн.

## Історія
Володарями Курпфальцу були рейнські пфальцграфи, місцем перебування яких був первинно Аахен. Вже у XI столітті вони отримали у спадкове володіння графство Пфальц і землі, що до нього належали, примкнули до найзнатніших імперських князів.
Коли пфальцграф Герман II помер, не лишивши спадкоємців, імператор Фрідріх I віддав у 1156 році рейнський Пфальц своєму зведеному брату, Конраду Швабському.
По смерті Конрада, у володіння Пфальцом вступив 1195 року його зять, Генріх I Брауншвейзький, старший син Генріха Лева; проте, оскільки Генріх у боротьбі за німецьку корону був на боці свого брата, імператора Оттона IV, проти Фрідріха II, то не зміг утримати за собою Пфальц, і передав його своєму сину, Генріху II, після смерті якого у 1214 році імператор Фрідріх II віддав це князівство герцогу Людвігу I Баварському та його сину Отто II, одруженому з Агнесою, дочкою Генріха I Брауншвейзького. Таким чином, у 1214 році Пфальц перейшов у володіння Віттельсбахського дому.
Сини Оттона, Людвіг II Суворий і Генріх, правили, після смерті батька, спочатку разом, але у 1255 році розділились: Людвіг II (помер у 1294 році) отримав Рейнський Пфальц і Верхню Баварію, Генріх — Нижню Баварію.
З синів Людвіга II, Рудольф I (помер 1319 року) отримав звання курфюрста і Пфальц, а Людвіг — Верхню Баварію. З цього самого часу рейнським пфальцграфам належала посада імперського стольника та імперського вікарія областей Рейну, Франконії та Швабії. У 1314 році Людвіга було обрано німецьким королем під ім'ям Людовік IV. Між братами спалахнула війна; згодом Людвіг помирився з синами Рудольфа, надавши їм пфальцькі володіння й частину Баварії, що надалі йменувалась Верхнім Пфальцом.
Наступниками Рудольфа були послідовно три його сини: Адольф (помер 1327 року), Рудольф II і Рупрехт I.
Рудольф II (помер 1353 року) приєднав до Рейнського Пфальца так званий новий Пфальц. З імператором Людвігом він уклав угоду 1329 року в Павії, за якою виборча функція належала по черзі то Баварії, то Пфальцу.
Рупрехт I (помер 1390 року) продав частину Верхнього Пфальцу імператору Карлу IV, а той за це надав йому одному звання курфюрста. У Золотій буллі 1356 року пфальцграфи Рейну були включені до числа семи імперських виборців. У 1386 році Рупрехт заснував Гайдельберзький університет.
Його наступником став племінник, син Адольфа, Рупрехт II (помер 1398 року). Син і наступник останнього, Рупрехт III, був обраний 1400 року королем Німеччини під ім'ям Рупрехта I, довівши тим самим, що Курпфальц належав до числа найважливіших світських територій імперії.
У XV столітті і першій половині XVI століття курфюрстами Пфальцу були послідовно Людвіг III, Людвіг IV, Фрідріх I Переможний, Філіп, Людвіг V, Фрідріх II і Отто Генріх. Після смерті останнього у 1559 році припинилась старша лінія і звання курфюрста отримав Фрідріху III з молодшої (Зіммернської) лінії.
Йому спадкували Людвіг VI, Фрідріх IV і Фрідріх V. За часів Реформації Курпфальц прийняв протестантизм, у зв'язку з чим Фрідріх V, у 1619 році, погодився прийняти запропоновану йому богемську корону, внаслідок чого втратив свої володіння та звання курфюрста, які імператор Фердинанд II передав у 1623 році його двоюрідному брату, Максиміліану I Баварському.
«Богемська авантюра», що провалилась, й наступна поразка у Тридцятилітній війні, в ході якої країна сильно постраждала, стали поворотним пунктом в історії Курпфальцу. Хоч за Вестфальським миром Курпфальц і було збережено, попереднього значення він уже ніколи не досягав. Син Фрідріха V, Карл-Людвіг, отримав за вестфальським миром назад Нижній Пфальц, знову створене (восьме) звання курфюрста й посаду Ерзацмейстера, а Верхній Пфальц, колишні звання курфюрста й Ерцтрукессамт лишились за Баварією.
Карл, син Карла-Людвіга, був останнім з Зіммернської лінії. Курфюрство й приналежні до нього землі перейшли до його двоюрідного брата, католика — пфальцграфа Нойбурзького, Філіпа-Вільгельма у 1685 році.
Йому спадкував син, Йоганн-Вільгельм, герцог Юліха і Берга, який, по смерті пфальцграфа Леопольда-Людвіга Вельденцького, отримав, у 1694 році, його землі. Як Йоганн-Вільгельм, так і його брат і наступник, Карл-Філіп, померли бездітними; тоді курфюрство перейшло до зульцбаської лінії в особі Карла-Теодора у 1742 році.
Після смерті курфюрста Максиміліана-Йосипа Баварського баварські володіння були у 1777 році об'єднані з пфальцькими, окрім невеликої частини, що відійшла до Австрії. Пфальцьке курфюрство знову посіло своє, п'яте місце у раді курфюрстів й отримало знову свою посаду Erztruchsess, a Erzschatzmeisteramt'ом поступилось брауншвейзькому курфюрству.
Карлу-Теодору, який помер бездітним, спадкував у 1799 році герцог Цвейбрюкенський, Максиміліан Йосип, який за Люневільським миром 1801 року, мав поступитись іншим князям (переважно баденському і гессен-дармштадтському) правобережним Рейнським Пфальцом, а землі, розташовані на лівому березі Рейну, перейшли до Франції. Німецька медіатизація припинила існування Курпфальцу, його територію було розділено.
За паризькими мирними угодами 1814 і 1816 років Німеччині були повернуті пфальцькі землі, що лежали на іншому боці Рейну; більшу частину з них отримала Баварія, решту — Гессен-Дармштадт і Пруссія.
До Курпфальцу входили частини сучасних територій федеральних земель Баден-Вюртемберг, Рейнланд-Пфальц, Гессен, Баварія (Верхній Пфальц), Саарланд, а також, регіон Ельзас, що нині належить Франції.